# Charisma Cappelli
Charisma Capelli (Kentucky, 8 de junio de 1986) es una actriz pornográfica estadounidense.

## Biografía
Charisma Capelli empezó en la industria porno en 2008 a los 22 años de edad aproximadamente. Sus apariciones ante la cámara se limitan hasta la fecha a una quincena de títulos a los que hay que añadir un gran número de escenas para webs de contenido para adultos.